# P盤アワー
P盤アワー（ピーばん・アワー）は1957年4月26日から1970年ごろまでニッポン放送で放送されていた洋楽の音楽番組である。

## 概要
この番組はポリドール（日本グラモフォン、現・ユニバーサル ミュージック合同会社）が輸入・発売していた洋楽のSP盤と呼ばれるレコード、通称「P盤」を特集したもので、P盤の新譜を当時ニッポン放送アナウンサーだった大沢牧子のディスクジョッキーで紹介していたものである。
主題歌はベルト・ケンプフェルトの楽団による「星空のブルース」（Wonderland by Night）

## 関連記事
- S盤アワー
- L盤アワー